# Jagatradevi
Jagatradevi – gaun wikas samiti w zachodniej części Nepalu w strefie Gandaki w dystrykcie Syangja. Według nepalskiego spisu powszechnego z 2001 roku liczył on 1551 gospodarstw domowych i 7934 mieszkańców (4065 kobiet i 3869 mężczyzn).